# Джорджа Сміт
Джорджа Сміт (англ. Jorja Smith; нар. 11 червня 1997, Волсолл, Західний Мідленд, Англія) — англійська співачка, яка випустила численну кількість синглів, міні-альбом і альбом. У 2018 році вона стала лауреатом британської премії «Вибір критиків».

## Біографія
Джорджа Еліс Сміт народилася в Волсоллі, Англія. Її батько походить з Ямайки, він був співаком в неосоул гурті 2nd Naicha, мама з Лондона, де працювала ювеліром. Тато Джорджи заохочував її вивчати гру на фортепіано. У восьмирічному віці Сміт почала виступати, а в 11 написала першу пісню «Life Is a Path Worth Taking». Вона отримала музичну стипендію на навчання в престижній місцевій школі, де брала уроки гри на гобої та класичного співу. У 15 років дівчина привернула увагу музичного менеджера кавер-версією пісні Алекса Клара «Too Close». Після закінчення школи Джорджа переїхала в Лондон, де працювала баристою в Starbucksi, продовжуючи писати пісні. У 2016 виходить її перший сингл «Blue Lights», кліп на пісню був знятий у 2018 році. Композиція «Where Did I Go?» прозвучала в 5 епізоді першого сезону телесеріалу «Біла ворона», який вийшов на HBO. Кліп вона зняла сама. У 2016 співачка отримала номінацію премії MOBO. Того ж року вийшов міні-альбом «Project 11», до якого ввійшли 4 композиції «Something In The Way», «So Lonely», «Carry Me Home», «Imperfect Circle».
У 2017 виходить альбом Дрейка «More Life», до якого ввійшли дві композиції Джорджи Сміт «Jorja Interlude» і «Get It Together». Крім того співачка була спеціальною гостею в його шоу у Великій Британії. У Міжнародний жіночий день Сміт випускає трек та відео «Beautiful Little Fools». Кліп знімали в лондонській бальній залі «Rivoli», Джорджа виконувала ролі представників різних верств. На написання пісні Сміт надихнув роман «Великий Гетсбі». У тому ж році вона вдруге номінується на премію MOBO. Співачка брала участь у концертному турі Бруно Марса 24K Magic World Tour у США. Наприкінці 2017 року було оголошено про її тур, який пройде, зокрема, в Північній Америці.
У січні 2018 виходить спільний кліп Джорджи Сміт і Stormzy «Let Me Down», який знімали в Києві. Режисер відео Гектор Докрілл раніше співпрацював із співачкою. Зйомки проходили на кількох київських локаціях, зокрема, в Гідропарку, Андріївському узвозі, в Театрі на Подолі та Жовтневому палаці. У ролику Сміт виконує роль кілера, який має спокусити та вбити свою жертву, але дівчина не виконує своє завдання. Діалоги в кліпі звучать українською мовою з англійськими субтитрами. Того ж місяця співачка отримала британську нагороду «Вибір критиків». 21 лютого відбувся спільний виступ Сміт та Rag'n'Bone Man на врученні Brit Awards 2018. Пісня Джорджи «I Am» стала одним із саундтреків фільму «Чорна Пантера», який вийшов у прокат на початку 2018 року.
У квітні 2018 було оголошено про реліз дебютного альбому Джорджи Сміт «Lost & Found». Реліз платівки відбувся 8 червня. Разом із випуском «Lost & Found» співачка розпочала тур на підтримку платівки Європою та Японією. У 2019 році номінувалась як найкращий новий артист премії «Греммі».
У 2019 році був анонсований тур Північною Америкою Сміт за участі Калі Учіс, який розпочався 28 квітня у Вашингтоні та завершився 30 травня в Торонто. У серпні 2019 співачка випустила сингл «Be Honest» за участі Burna Boy.

## Дискографія

### Альбоми
- Lost & Found (2018)

### Міні-альбоми
- Project 11 (2016)
- Be Right Back (2021)

### Сингли
Головна співачка
- Blue Lights (2016)
- A Prince (разом з Maverick Sabre) (2016)
- Where Did I Go? (2016)
- Beautiful Little Fools (2017)
- Teenage Fantasy (2017)
- On My Mind (разом з Preditah)(2017)
- Let Me Down (разом з Stormzy) (2018)
- Be Honest (разом з Burna Boy) (2019)

За її участю
- People (Cadenza feat. Джорджа Сміт і Дре Айленд) (2016)
- Tyrant (Калі Учис feat. Джорджа Сміт) (2017)
- Bridge over Troubled Water (2017)
- Location (Remix) (Халід feat. Джорджа Сміт і Wretch 32) (2018)
- Follow the Leader (George the Poet & Maverick Sabre feat. Джорджа Сміт) (2018)
- Go 2.0 (Алекс да Кід feat. Джорджа Сміт, H.E.R. і Rapsody) (2018)
- Reason in Disguise (Ezra Collective feat. Джорджа Сміт) (2018)
- Slow Down (Maverick Sabre feat. Джорджа Сміт) (2019)